# Ổ
Ổ (minuscule : ổ), appelé O accent circonflexe crochet en chef, est une lettre latine utilisée dans l’écriture du vietnamien.
Il s’agit de la lettre O diacritée d’un accent circonflexe et d’un crochet en chef.

## Utilisation
En vietnamien, le O circonflexe ‹ Ô, ô › représente la voyelle /o/ et le crochet en chef indique un ton moyen tombant-montant.

## Représentations informatiques
Le O accent circonflexe crochet en chef peut être représenté avec les caractères Unicode suivants : 
- précomposé (latin étendu additionnel)[1] :

| formes    | représentations | chaînes de caractères | points de code | descriptions                                                    |
| --------- | --------------- | --------------------- | -------------- | --------------------------------------------------------------- |
| capitale  | Ổ               | Ổ                     | U+1ED4         | lettre majuscule latine o accent circonflexe et crochet en chef |
| minuscule | ổ               | ổ                     | U+1ED5         | lettre minuscule latine o accent circonflexe et crochet en chef |

- décomposé et normalisé NFD (latin de base, diacritiques) :

| formes    | représentations | chaînes de caractères | points de code       | descriptions                                                                         |
| --------- | --------------- | --------------------- | -------------------- | ------------------------------------------------------------------------------------ |
| capitale  | Ổ               | O◌̂◌̉                   | U+004F U+0302 U+0309 | lettre majuscule latine o diacritique accent circonflexe diacritique crochet en chef |
| minuscule | ổ               | o◌̂◌̉                   | U+006F U+0302 U+0309 | lettre minuscule latine o diacritique accent circonflexe diacritique crochet en chef |